# J. C. Chandor
Jeffrey C. „J. C." Chandor (* 24. listopadu 1973, Morristown, New Jersey, USA) je americký scenárista a režisér.
Chandor se 15 let živil natáčením reklam. V roce 2011 režíroval film Margin Call, za jehož scénář byl nominován na Oscara. Jeho druhým filmem se o dva roky později stalo drama Vše je ztraceno (All is lost), v němž hraje hlavní a jedinou roli Robert Redford.
V roce 2014 se chystá natočit film A Most Violent Year, v němž bude hrát Oscar Isaac a Jessica Chastainová.